# Inicjatywa 3/4
Inicjatywa 3/4 była politycznym przedsięwzięciem okresu prezydenckiej kampanii wyborczej z 1995 roku, którego inicjatorem był poseł UW Jan Maria Rokita, a przewodniczącym Wojciech Modelski.
Nazwa inicjatywy odnosiła się do stwierdzenia, że 3/4 wyborców nie popiera kandydatury  Aleksandra Kwaśniewskiego, a jej celem było niedopuszczenie do zwycięstwa Kwaśniewskiego w wyborach. Uczestnicy Inicjatywy 3/4 prowadzili negatywną kampanię wobec Kwaśniewskiego, a zachęcali do wspierania któregoś z kandydatów postsolidarnościowych, głównie Lecha Wałęsy. Większość uczestników stanowili ludzie związani z Unią Wolności. 
W ostatnim dniu kampanii zorganizowali oni spotkanie Wałęsy z krakowskimi studentami.